# 大関増徳
大関 増徳（おおせき ますよし）は、江戸時代後期の大名。下野国黒羽藩14代藩主。官位は従五位下・信濃守。明治維新後、従三位。

## 経歴
天保10年（1839年）、丹波国篠山藩主・老中青山忠良の五男として誕生した。安政3年（1856年）4月19日、13代藩主・大関増昭の死去により、末期養子として家督を相続した。同年4月25日、江戸幕府13代将軍・徳川家定に御目見する。安政4年（1857年）12月16日、従五位下・能登守に叙任する。
万延元年（1860年）8月、先々代藩主・大関増儀の娘で正室であったお鉱と離婚する。これに対し、藩主による御家の乗っ取りであるとして家中に強い反発が生じる。文久元年（1861年）1月18日、家老益子右近・滝田典膳・村上左太夫・風野五兵衛らにより、座敷牢に監禁される。以後、廃藩置県まで監禁される。同年10月9日、幕府に隠居届を提出して受理され、養子の増裕（西尾忠宝の三男）に家督を譲る。家臣により、強制的に隠居（主君押込）させられた。慶応3年（1867年）4月、増式（ますつね）と改名。
大正4年（1915年）1月27日、東京にて死去。享年77。
天保10年（1839年）9月19日に日比谷御門内の丹波篠山藩青山家上屋敷で生まれたとされていたが、近年、青山家中屋敷跡の港区立青山中学校に保管されていた石製の胞衣容器が増徳のものであることがわかり、2006年（平成18年）10月24日、東京都港区により文化財に指定された。現在、港郷土資料館に保管されている。本資料によると、天保10年（1839年）9月17日に誕生となっている。

## 系譜
父母
- 青山忠良（実父）
- 福亀 ー 側室（実母）
- 大関増昭（養父）

正室、継室
- お鉱 ー 大関増儀の娘[4]（正室）
- 仲 ー 福貴（継室）

子女
- 大関釥（長男）
- 一戸寛[5]（六男）
- 銑子 ー 土井利与継室
- 大沼盾雄室
- 風野光四郎室

養子、養女
- 大関増裕 ー 西尾忠宝の三男
- 侍子 ー 大関増裕継室

母は側室の「福亀」であることが近年判明した。
増徳は後に仲（福貴）と結婚、長男は陸軍少将・大関釥、六男・一戸寛は一戸兵衛陸軍大将の嫡養子となり、秩父宮雍仁親王の皇族附武官となった。その子（孫）小野寺百合子はスウェーデン駐在武官・小野寺信陸軍少将夫人で『ムーミン』等の児童文学の翻訳を手がけた翻訳家。娘は下総古河藩主土井利与夫人、黒羽藩士陸軍少将大沼渉長男盾雄夫人、黒羽藩家老家陸軍主計少佐風野光四郎夫人がいる。